# Горюнов, Анатолий Иосифович
Анато́лий Ио́сифович Горюно́в (настоящая фамилия — Бендель; 1902—1951) — советский актёр театра и кино. Народный артист РСФСР (1946). Лауреат Сталинской премии второй степени (1950).

## Биография
Родился 4 (17) декабря 1902 года в Москве.
В годы Гражданской войны был сотрудником Реввоенсовета.
В 1924 году окончил театральную школу 3-й Студии МХАТ. С 1926 года — актёр Театра имени Е. Б. Вахтангова, был заведующим его литературной и постановочной частью, художественным руководителем. Вёл педагогическую работу: с 1927 года — в училище при театре, с 1931 года — в ГИТИСе.
В кино Анатолий Горюнов снимался с 1921 года, дебютировал в фильме «Всё в наших руках». В его творческой палитре преобладают сатирические краски, яркая комедийность. Горюнов создал яркий образ скрипача Шульца, авантюриста и дельца от искусства. Склонностью к эксцентриаде отмечены образы директора фабрики Глинки, обаятельного инженера Карасика. В отрицательных ролях артист заострял характеристики, создав запоминающиеся образы наглого дельца Луазо, самодовольного жандармского ротмистра, чванливого гетмана Ходкевича, бюрократа Кутасова.
Умер 10 июля 1951 года. Смерть Анатолия Иосифовича произошла от самой банальной гипертонии, которую тогда совершенно не умели лечить. Похоронен в Москве на Новодевичьем кладбище (участок № 2).

## Семья
Отец — Иосиф Сизигмундович Бендель (1879—1911), инженер-механик (окончил ИМТУ в 1906 году). Мать — Анна Михайловна Москвина (1884—1956), сестра актёров Ивана Москвина и Михаила Тарханова. Братья матери принимали участие в воспитании племянника, рано лишившегося отца.
Двоюродный брат — художник Пётр Эмильевич Бендель.
Супруга — актриса Вера Бендина (1900—1974). Дети: 
- Горюнов, Михаил Анатольевич (1932—1994) — актёр МХАТа. Был женат на актрисе Нине Гуляевой.
- Горюнова, Анна Анатольевна (р. 1933) — актриса МХАТа, Заслуженная артистка РСФСР; супруг — артист А. А. Михайлов (1922—1992).

## Творчество

### Роли в театре
- 1922 — «Принцесса Турандот» К. Гоцци — Мудрец
- 1925 — «Виринея» Л. Н. Сейфуллиной и В. П. Правдухина — Молодой солдат
- 1927 — «Разлом» Б. А. Лавренёва — Пузырь
- 1929 — «Заговор чувств» Ю. К. Олеши — Иван Бабичев
- 1932 — «Гамлет» Шекспира — Гамлет
- 1933 — «Интервенция» Л. И. Славина — французский солдат Селестен
- 1934 — «Человеческая комедия» по О. Бальзаку — барон Нюсенжен
- 1935 — «Далёкое» А. Н. Афиногенова — Тонких''
- 1936 — «Много шума из ничего» Шекспира — Бенедикт
- 1937 — «Человек с ружьём» Н. Ф. Погодина — матрос Дымов
- 1938 — «Шёл солдат с фронта» В. П. Катаева — Никанор Васильевич Ткаченко
- 1939 — «Ревизор» Н. В. Гоголя — Городничий
- 1941 — «Дон Кихот» М. А. Булгакова — Санчо Панса
- 1942 — «Русские люди» К. М. Симонова — Иван Иванович Глоба
- 1944 — «Мадемуазель Нитуш» Ф. Эрве — Полковник
- 1945 — «Великий государь» В. Соловьёва — Акакий
- 1950 — «Заговор обречённых» Н. Е. Вирты — Коста Варра, земледелец

### Режиссёрские работы
- 1940 — «Опасный поворот» Дж. Б. Пристли (совместно с А. И. Ремизовой)

### Фильмография
- 1930 — Праздник святого Иоргена — монах
- 1934 — Петербургская ночь — скрипач Шульц
- 1934 — Пышка — господин Луазо
- 1935 — Три товарища — директор бумажной фабрики Василий Васильевич Глинка
- 1936 — Поколение победителей — жандармский ротмистр
- 1936 — Вратарь — инженер Анатолий Иосифович Карасик
- 1936 — Партийный билет — секретарь райкома Фёдор Иванович
- 1936 — Зори Парижа — художник Рише
- 1939 — Минин и Пожарский — гетман Ходкевич
- 1939 — Воздушная почта — начальник аэропорта
- 1941 — Танкер «Дербент» — Евгений Степанович Кутасов
- 1949 — Счастливый рейс — Алексей Николаевич Трофимов

## Награды и премии
- заслуженный артист РСФСР (1934)
- народный артист РСФСР (5 февраля 1946)
- Сталинская премия второй степени (1950) — за исполнение роли Коста Варры в спектакле «Заговор обречённых» Н. Е. Вирты
- орден Трудового Красного Знамени (16.12.1946)
- медали